# Championnat d'Islande de football 1929
Navigation
Saison précédente Saison suivante
La saison 1929 du championnat d'Islande de football était la 18e édition de la première division islandaise.
6 clubs prennent part au championnat cette saison, c'est un record. Le club de KA Akureyri participe pour la première fois à la compétition. Le format de cette saison est original et unique : les 6 clubs jouent chacun contre les 5 autres lors de matchs simples. Lorsqu'un club totalise 2 défaites, il est éliminé de la compétition. 
C'est le club de KR Reykjavik qui conserve encore une fois son titre, c'est le 6e titre de champion d'Islande de son histoire, le 4e titre consécutif.

## Les 6 clubs participants
- KR Reykjavik
- Fram Reykjavik
- Valur Reykjavik
- Vikingur Reykjavik
- IBV Vestmannaeyjar
- KA Akureyri

## Compétition

### Matchs
Les 6 clubs rencontrent chacun de leurs 5 adversaires lors de rencontres en aller simple. Quand un club totalise 2 défaites, il quitte la compétition. 

#### 1rejournée
| Équipe 1           | Résultat | Équipe 2           |
| ------------------ | -------- | ------------------ |
| KR Reykjavík       | 7 - 1    | Fram Reykjavík     |
| Valur Reykjavík    | 4 - 0    | KA Akureyri        |
| IBV Vestmannaeyjar | 4 - 1    | Vikingur Reykjavik |

#### 2ejournée
| Équipe 1     | Résultat | Équipe 2        |
| ------------ | -------- | --------------- |
| KR Reykjavík | 3 - 1    | Valur Reykjavík |

#### 3ejournée
| Équipe 1           | Résultat | Équipe 2           |
| ------------------ | -------- | ------------------ |
| KR Reykjavík       | 3 - 1    | IBV Vestmannaeyjar |
| Vikingur Reykjavik | 3 - 0    | KA Akureyri        |
| IBV Vestmannaeyjar | 2 - 1    | Fram Reykjavik     |

#### 4ejournée
| Équipe 1        | Résultat | Équipe 2           |
| --------------- | -------- | ------------------ |
| Valur Reykjavík | 4 - 0    | IBV Vestmannaeyjar |
| KR Reykjavík    | 7 - 2    | Vikingur Reykjavik |

## Bilan de la saison
| Tableau d'Honneur                 |              |
| Compétition                       | Vainqueur    |
| Championnat d'Islande de football | KR Reykjavik |